# Durnești, Botoșani
Durnești este satul de reședință al comunei cu același nume din județul Botoșani, Moldova, România.

## Personalități
- Gheorghe Chipail (1905-1997), medic chirurg, șef al Clinicii a III-a Chirurgicală de la Spitalul „Sf. Spiridon” din Iași și profesor la Facultatea de Medicină din Iași.
- Gheorghe Coroi (n. 1911, Durnești, – d. 1979, București), știut și ca haiducul Coroi, un tâlhar interbelic

 Acest articol despre o localitate din județul Botoșani este deocamdată un ciot. Puteți ajuta Wikipedia prin completarea lui.